# Boghislao XIV di Pomerania
Boghislao XIV di Pomerania, in tedesco Bogislaw, in polacco Bogusław (Barth, 31 marzo 1580 – Stettino, 10 marzo 1637), è stato un vescovo luterano tedesco, duca di Pomerania-Stettino dal 1625; apparteneva alla dinastia dei Greifen e fu l'ultimo duca di Pomerania.
Era figlio del duca di Pomerania Boghislao XIII (1544 – 1606) e della di lui prima moglie Clara di Braunschweig-Lüneburg (1550 – 1598).

## Biografia

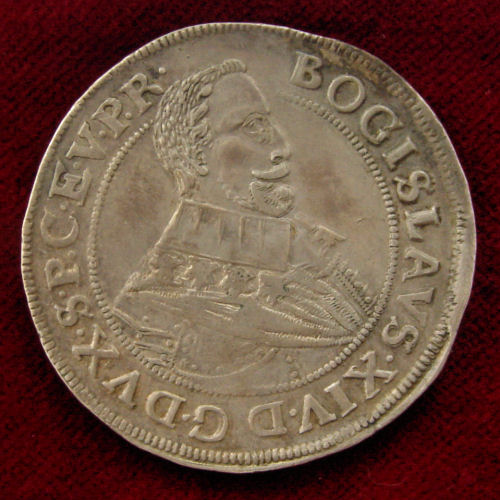
Testa di Boghislao XIV da una moneta (Museo del Castello di Darlowo, Polonia)

### L'esercizio autonomo del potere
Esercitò dal 1606, insieme al fratello Giorgio II di Pomerania, l'amministrazione degli uffici dei distretti di Rügenwalde e Bütow e dal 1617, dopo la morte di questi, da solo.
Nel 1615 sposò Elisabetta di Schleswig-Holstein-Sonderburg (1580 – 1653) dalla quale non ebbe figli.
Dal 1618 infuriò la guerra dei trent'anni, dalla quale in un primo momento la Pomerania fu risparmiata. Boghislao si comportò inizialmente da neutrale ma non poté  sostenere a lungo questa posizione a causa delle forti pressioni esterne. La costituzione di una propria difesa territoriale non andò oltre l'arruolamento di un contingente di soldati nel 1626.
Dal 1620, anno della morte del fratello Francesco, Bogislao XIV assunse anche il governo del ducato di Pomerania-Stettino.
La guerra polacco-svedese (1621-1629) coinvolse la Pomerania solo indirettamente. Il suo parente Federico Kettler, duca di Curlandia, nel 1621 si alleò temporaneamente con gli svedesi nonostante il legame feudale con la Polonia cosicché Boghislao XIV dovette impegnarsi per lui presso il re di Polonia e ne accolse presso di lui il fratello Guglielmo Kettler
Con la morte del fratello Francesco, avvenuta nel 1620, e quella dell'altro fratello Ulrico, avvenuta nel 1622, egli divenne duca reggente di Pomerania-Stettino e vescovo di Cammin. Dopo la morte del cugino Filippo Giulio di Pomerania, che aveva governato una parte della Pomerania come duca di Pomerania- Wolgast, Boghislao assunse anche la signoria del Wolgast, cosicché i due ducati riuniti ebbero un unico governo.
Nonostante le assicurazioni dell'imperatore Ferdinando II di non occupare la Pomerania, il Wallenstein nell'estate del 1627, invase l'Holstein, quindi il Brandeburgo ed il Meclemburgo e poco dopo la stessa Pomerania. Dopo la cosiddetta Capitolazione di Franzburg, Boghislao dovette concedere l'acquartieramento delle truppe imperiali nel proprio paese.
Solamente Stralsund si rifiutò di accogliere le truppe di occupazione e resistette con successo, grazie anche all'aiuto svedese e danese, all'assedio postovi dal Wallenstein. Un'alleanza conclusa nel 1628 fra la Svezia e la città di Stralsund significò di fatto l'autonomia politica della città e la perdita di ogni potere sulla medesima da parte del duca di Pomerania.
Nel frattempo le truppe imperiali acquartierate in Pomerania erano state fortemente rinforzate rivelandosi un vero e proprio flagello per il territorio. Boghislao si recò per questo più volte dall'imperatore e più tardi utilizzò questo comportamento delle truppe di occupazione come giustificazione della sua politica di alleanza con la Svezia.

### L'unione con la Svezia

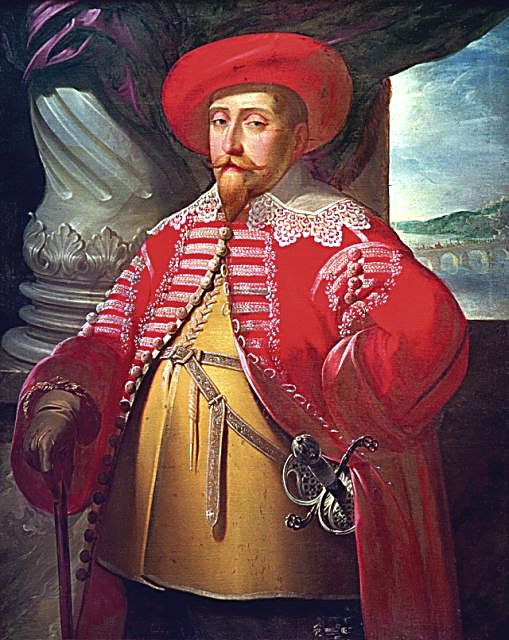
Gustavo II Adolfo di Svezia

Dopo essere sbarcato con successo in Pomerania, Gustavo II Adolfo, re di Svezia costrinse Boghislao ad allearsi con lui. L'accordo che ne risultò in conclusione definiva l'alleanza, stipulata il 25 agosto 1630 a Stettino ma con valore retroattivo al 10 del mese prima (giorno dello sbarco svedese), come un "patto difensivo". Il duca, ed in suo nome la nobiltà del ducato, poteva così mantenere l'amministrazione civile e religiosa del ducato ma tutti gli aspetti di politica militare sarebbero stati in mano svedese, così come la politica estera sarebbe stata riservata alla corona svedese.
Boghislao XIV si premurò di scrivere all'imperatore che questa alleanza aveva il solo scopo di tener fuori la Pomerania dai conflitti europei e non era diretta contro l'Impero, ma l'imperatore non la prese bene e dispose che l'occupazione delle truppe imperiali fosse ancor più dura nei confronti della popolazione. La conseguenza fu una serie di incursioni delle truppe imperiali, che bruciarono case e villaggi e sottoposero la popolazione ad ulteriori angherie. Questo comportamento spinse ancor più gli abitanti della Pomerania verso gli svedesi.
Le truppe svedesi già nel 1631 riuscirono a cacciare dalla Pomerania le truppe imperiali e l'ultima piazzaforte in mano a questi ultimi, Greifswald, fu posta sotto assedio dagli svedesi il 12 giugno 1631 e la sua guarnigione capitolò pochi giorni dopo, con la morte del comandante Perusi.

## Successione
Dopo la morte di Boghislao, deceduto senza eredi, la Pomerania era contesa fra il principe elettore di Brandeburgo Giorgio Guglielmo (1595 – 1640), titolato a succedere secondo un patto fra le due famiglie risalente al 1464, ed il re di Svezia Gustavo II Adolfo, che aveva ottenuto tale diritto per volontà di Boghislao XIV a seguito del Trattato di Stettino del 1630. La controversia si risolse militarmente e si concluse con la Pace di Vestfalia (1648) che pose fine alla guerra dei trent'anni. La Pomerania fu spartita fra Svezia e Brandeburgo.

## Ascendenza
|                                                        |                                                |                                                         | Genitori                                              |  |  | Nonni |  |  | Bisnonni                         |  |  | Trisnonni                              |  |
|                                                        |                                                |                                                         |                                                       |  |  |       |  |  | 8. Georg I, IX duca di Pomerania |  |  | 16. Bogislaw X, VIII duca di Pomerania |  |
|                                                        |                                                |                                                         |                                                       |  |  |       |  |  | 8. Georg I, IX duca di Pomerania |  |  | 16. Bogislaw X, VIII duca di Pomerania |  |
|                                                        |                                                | 17. principessa Anna Jagiellonka                        |                                                       |  |  |       |  |  | 8. Georg I, IX duca di Pomerania |  |  |                                        |  |
| 4. Philipp I, I duca di Pomerania-Wolgast              |                                                |                                                         |                                                       |  |  |       |  |  | 8. Georg I, IX duca di Pomerania |  |  |                                        |  |
|                                                        |                                                | 9. principessa Amalie von der Pfalz                     | 18. Philipp, XXIX elettore e conte palatino del Reno  |  |  |       |  |  |                                  |  |  |                                        |  |
|                                                        |                                                | 9. principessa Amalie von der Pfalz                     | 18. Philipp, XXIX elettore e conte palatino del Reno  |  |  |       |  |  |                                  |  |  |                                        |  |
|                                                        |                                                | 9. principessa Amalie von der Pfalz                     | 19. principessa Margarete von Bayern-Landshut         |  |  |       |  |  |                                  |  |  |                                        |  |
| 2. Bogislaw XIII, I duca di Pomerania-Barth            |                                                | 9. principessa Amalie von der Pfalz                     |                                                       |  |  |       |  |  |                                  |  |  |                                        |  |
|                                                        |                                                | 10. Johann, X principe elettore di Sassonia             | 20. Ernst, VIII principe elettore di Sassonia         |  |  |       |  |  |                                  |  |  |                                        |  |
|                                                        |                                                | 10. Johann, X principe elettore di Sassonia             | 20. Ernst, VIII principe elettore di Sassonia         |  |  |       |  |  |                                  |  |  |                                        |  |
|                                                        |                                                | 10. Johann, X principe elettore di Sassonia             | 21. duchessa Elisabeth von Bayern-München             |  |  |       |  |  |                                  |  |  |                                        |  |
| 5. principessa Maria von Sachsen                       |                                                | 10. Johann, X principe elettore di Sassonia             |                                                       |  |  |       |  |  |                                  |  |  |                                        |  |
|                                                        |                                                | 11. principessa Margarete von Anhalt-Köthen             | 22. Waldemar VI, IX principe di Anhalt-Köthen         |  |  |       |  |  |                                  |  |  |                                        |  |
|                                                        |                                                | 11. principessa Margarete von Anhalt-Köthen             | 22. Waldemar VI, IX principe di Anhalt-Köthen         |  |  |       |  |  |                                  |  |  |                                        |  |
|                                                        |                                                | 11. principessa Margarete von Anhalt-Köthen             | 23. contessa Margarete von Schwarzburg-Sondershausen  |  |  |       |  |  |                                  |  |  |                                        |  |
| 1. Bogislaw XIV, XXI duca di Pomerania-Stettino        |                                                | 11. principessa Margarete von Anhalt-Köthen             |                                                       |  |  |       |  |  |                                  |  |  |                                        |  |
|                                                        | 12. Heinrich I, XIV duca di Brunswick-Lüneburg | 24. Otto V, XIII duca di Brunswick-Lüneburg             |                                                       |  |  |       |  |  |                                  |  |  |                                        |  |
|                                                        | 12. Heinrich I, XIV duca di Brunswick-Lüneburg | 24. Otto V, XIII duca di Brunswick-Lüneburg             |                                                       |  |  |       |  |  |                                  |  |  |                                        |  |
|                                                        | 12. Heinrich I, XIV duca di Brunswick-Lüneburg | 25. contessa Anna von Nassau-Dillenburg                 |                                                       |  |  |       |  |  |                                  |  |  |                                        |  |
| 6. Franz, I duca di Brunswick-Lüneburg-Gifhorn         | 12. Heinrich I, XIV duca di Brunswick-Lüneburg |                                                         |                                                       |  |  |       |  |  |                                  |  |  |                                        |  |
|                                                        |                                                | 13. principe Margarete von Sachsen                      | 26. Ernst, VIII principe elettore di Sassonia (= 20)  |  |  |       |  |  |                                  |  |  |                                        |  |
|                                                        |                                                | 13. principe Margarete von Sachsen                      | 26. Ernst, VIII principe elettore di Sassonia (= 20)  |  |  |       |  |  |                                  |  |  |                                        |  |
|                                                        |                                                | 13. principe Margarete von Sachsen                      | 27. duchessa Elisabeth von Bayern-München (= 21)      |  |  |       |  |  |                                  |  |  |                                        |  |
| 3. principessa Klara von Braunschweig-Lüneburg-Gifhorn |                                                | 13. principe Margarete von Sachsen                      |                                                       |  |  |       |  |  |                                  |  |  |                                        |  |
|                                                        |                                                | 14. Magnus I, IV duca di Sassonia-Lauenburg             | 28. Johann V, III duca di Sassonia-Lauenburg          |  |  |       |  |  |                                  |  |  |                                        |  |
|                                                        |                                                | 14. Magnus I, IV duca di Sassonia-Lauenburg             | 28. Johann V, III duca di Sassonia-Lauenburg          |  |  |       |  |  |                                  |  |  |                                        |  |
|                                                        |                                                | 14. Magnus I, IV duca di Sassonia-Lauenburg             | 29. principessa Dorothea von Brandenburg              |  |  |       |  |  |                                  |  |  |                                        |  |
| 7. principessa Klara von Sachsen-Lauenburg             |                                                | 14. Magnus I, IV duca di Sassonia-Lauenburg             |                                                       |  |  |       |  |  |                                  |  |  |                                        |  |
|                                                        |                                                | 15. principessa Katharina von Braunschweig-Wolfenbüttel | 30. Heinrich IV, I principe di Brunswick-Wolfenbüttel |  |  |       |  |  |                                  |  |  |                                        |  |
|                                                        |                                                | 15. principessa Katharina von Braunschweig-Wolfenbüttel | 30. Heinrich IV, I principe di Brunswick-Wolfenbüttel |  |  |       |  |  |                                  |  |  |                                        |  |
|                                                        |                                                | 15. principessa Katharina von Braunschweig-Wolfenbüttel | 31. duchessa Katharina von Pommern-Wolgast            |  |  |       |  |  |                                  |  |  |                                        |  |
|                                                        |                                                | 15. principessa Katharina von Braunschweig-Wolfenbüttel |                                                       |  |  |       |  |  |                                  |  |  |                                        |  |